# Синий лёд
«Синий лёд» (в другом переводе — «Голубой лёд» англ. Blue Ice) — совместный британо-американский триллер режиссёра Рассела Малкэхи. Премьера фильма состоялась 9 октября 1992 года в Великобритании.

## Сюжет
Гарри Андерс, бывший агент МИ-6, отошёл от дел и является счастливым владельцем бара. Однажды он знакомится с красавицей Стейси Мэнсдорф и у них завязывается страстный роман. Узнав историю жизни Гарри, женщина просит его помочь с решением некоторых её проблем. Андерс вынужден ещё раз окунуться в опасный мир шпионажа.

## В ролях
- Майкл Кейн — Гарри Андерс
- Шон Янг — Стейси Мэнсдорф
- Иэн Холм — сэр Гектор
- Бобби Шорт — Бадди
- Алан Армстронг — Озгуд
- Сэм Келли — Джордж
- Джек Шеперд — Стивенс
- Филип Дэвис — Уэсти
- Патриция Хэйс — старуха
- Мак Эндрюс — таксист (англ. Trans Cab Driver)
- Алан МакНафтон — Льюис Мэндорф
- Тодд Бойс — Кайл
- Питер Форбс — врач
- Оливер Хейден — шофёр Стейси
- Филип Витчёрч — Блэкнер (англ. Blackner)
- Найджел Харрисон — Флеминг
- Боб Хоскинс — Сэм Гарсия
- Роджер Монк — следователь
- Брайан Парр — продавец (англ. Stallholder)
- Невилл Филлипс — швейцар (англ. Usher)
- Джеймс Симмонс — помощник сэра Гектора
- Роджер Сломан — служащий морской транспортной компании (англ. Shipping Clerk)
- Марк Стюарт — водитель в униформе
- Стенли Таунсенд — следователь
- Реймонд Триккитт — таксист
- Рой Элон — тайный агент (нет в титрах) (англ. Secret Serviceman)
- Элейн Форд — понтёр (нет в титрах) (англ. Lady Punter)
- Чарли Уотс — ударник в джаз-бэнде

## Съёмочная группа
- Режиссёр-постановщик: Рассел Малкэхи
- Сценарист: Рон Хатчинсон
- Продюсеры: Мартин Брегман, Майкл Кейн, Питер Кендал, Гэри Левинсон, Барни Рейш, Луис А. Строллер
- Оператор: Денис Кроссан
- Композитор: Майкл Кэймен
- Монтажёр: Сет Флаум
- Художник-постановщик: Грант Хикс
- Художник по костюмам: Лес Лэнсдаун
- Гримёры: Луис Бёруэлл, Джули Дартнел, Кристин Уолмсли-Котэм
- Звукорежиссёры: Питер Бергрен, Дэвид Э. Коэн, Джо Эрл, Рон Эванс, Фрэнк Э. Фуллер-мл., Соня Генри, Барбара Иззак, Даг Кент, Гэри Льюис, Пэт МакКормик, Ральф Осборн, Дэйв Уэзерс
- Визуальные эффекты: Пит Хэнсон, Марк Нелмс
- Постановщик трюков: Алан Стюарт
- Дирижёры: Майкл Кэймен, Джонатан Сэкс

## Награды
- 1994 — Премия Национальной ассоциации кабельного телевидения за лучший монтаж — Сет Флаум

Роль Стейси предназначалась актрисе Шэрон Стоун, но та отказалась от участия в фильме. Сэра Гектора должен был сыграть актёр Эллиотт Денхолм. Майкл Кейн играет бывшего сотрудника разведслужбы по имени Гарри. Это была попытка создать сиквел трилогии Гарри Палмера, персонажа фильма режиссёра Сидни Фьюри «Досье "Ипкресс"» (1965), которого также сыграл Кейн. Однако права на использование персонажа не были приобретены, поэтому фамилию главного героя пришлось изменить.

## Саундтрек
- «Let There Be Love» (Grant - Rand)
- «Don’t Worry ’Bout Me» (Bloom - Koehler)
- «This Time The Dreams On Me» Гарольда Арлена и Джонни Мерсера
- «East Of The Sun And West Of The Moon» (Bowman)
- «Пердидо» Хуана Тизола
- «Black Birds, White Chicks» Питера Кинга
- «One For Sir Bernard» Питера Кинга
- «Blues For S.J.» Питера Кинга
- «Blue Bop» Пита Томаса в исполнении ансамбля The Pete Thomas Quintet